# Kallichore (Mond)
Kallichore (Jupiter XLIV) ist einer der kleineren Monde des Planeten Jupiter.

## Entdeckung
S/2003 J 11 wurde am 6. Februar 2003 von Astronomen der Universität Hawaii entdeckt.
Der Mond hat am 30. März 2005 den offiziellen Namen Kallichore von der  Internationalen Astronomischen Union (IAU) erhalten. 
Benannt wurde der Mond nach Kallichore, einer Muse der griechischen Mythologie.

## Bahndaten
Kallichore umkreist Jupiter in einem mittleren Abstand von 24.043.000 km in 764,7 Tagen. Die Bahn weist eine Exzentrizität von 0,264 auf. Mit einer Neigung von 165,5° ist die Bahn retrograd, d. h., der Mond bewegt sich entgegen der Rotationsrichtung des Jupiter um den Planeten. 
Aufgrund seiner Bahneigenschaften wird er der Carme-Gruppe, benannt nach dem Jupitermond Carme, zugeordnet. Kallichore ist das äußerste bekannte Mitglied der Gruppe.

## Physikalische Daten
Kallichore  besitzt einen Durchmesser von etwa 2 km. Seine Dichte wird auf 2,6 g/cm³ geschätzt. Er ist vermutlich überwiegend aus silikatischem Gestein aufgebaut.
Er weist wahrscheinlich eine sehr dunkle Oberfläche mit einer Albedo von 0,04 auf, d. h., nur 4 % des eingestrahlten Sonnenlichts werden reflektiert. Seine scheinbare Helligkeit beträgt 23,7m.